# سابين كليمك
سابين كليمك (بالرومانية: Sabine Klimek)‏ مواليد 13 مارس 1991 في تيميشوارا، هي لاعبة كرة يد رومانية تلعب كصانع لعب. تلعب حاليا مع نادي زالاو في الدوري الروماني لكرة اليد للسيدات.

## الإنجازات
- كأس رومانيا:
  - النهائي: 2014

## روابط خارجية
- سابين كليمك على موقع الاتحاد الأوروبي لكرة اليد (الإنجليزية)